# 群馬大橋

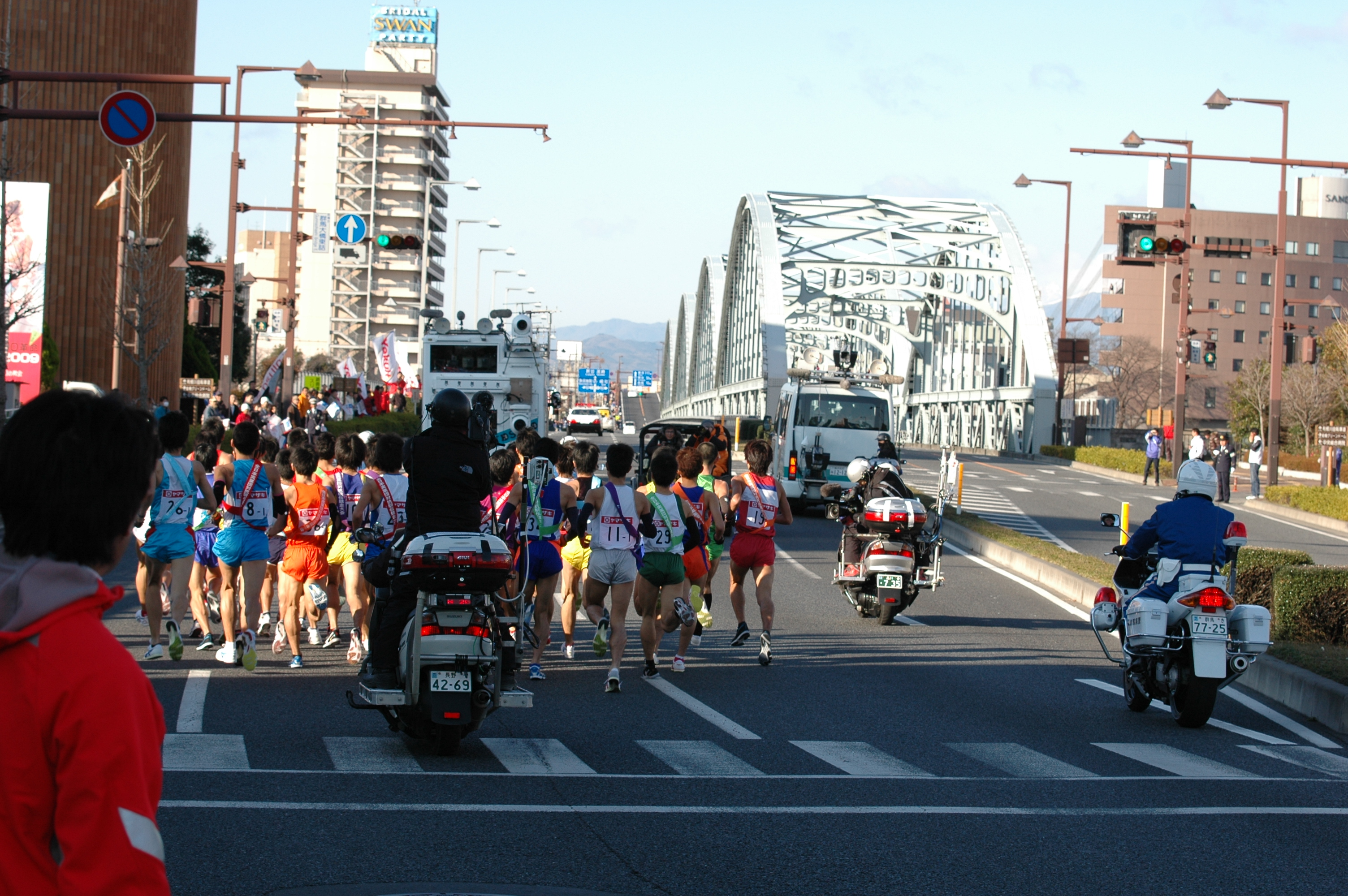
2009年のニューイヤー駅伝にて

群馬大橋（ぐんまおおはし）は、群馬県前橋市大手町1丁目と同石倉町間の利根川に架かる国道17号の密接する2本の道路橋である。下り線が1953年（昭和28年）竣工の橋、上り線が1997年（平成9年）竣工の橋となっている。橋の管理者は国土交通省関東地方整備局高崎河川国道事務所である。本橋梁の旧橋は特定非営利活動法人シビルまちづくりステーション（旧称ITステーション市民と建設）による「関東地域の橋百選」に選出されている。

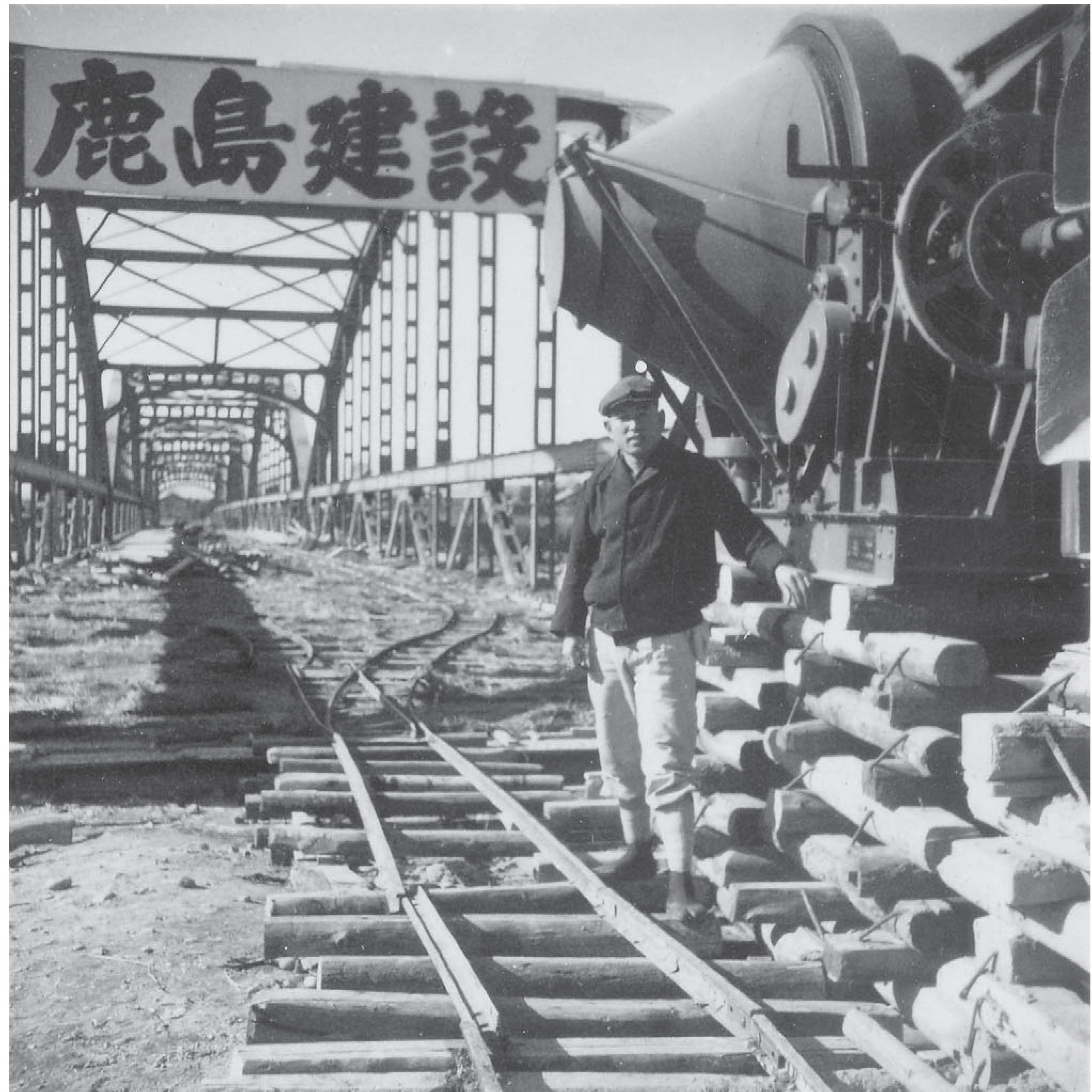
1952年(昭和27年) 群馬大橋建設現場

## 歴史
1953年（昭和28年）10月14日に開通した。ワーレン型補剛トラス構造を持つ4連の鋼下路ランガートラス橋の一等橋である。橋長は280メートル、車道幅員は9.0メートル、歩道幅員は2メートル×2、最大支間長は69.5メートル。
下流にある旧橋の利根橋が老朽化したため計画され、事業主体は群馬県で、
工事は県内初のニューマチック・ケーソン工法で行われた。下部工は鹿島建設、上部工は横河橋梁（現横河ブリッジ）が行なった。 
1997年（平成9年）下流側に上り線専用の新橋が架設された。橋長は280メートル、幅員は15.5メートル（車道12.75メートル、歩道2.75メートル）、最大支間長70.0メートル（支間割69.4 m＋70.0 m＋70.0 m＋69.4 m）の4径間の鋼連続箱桁橋である。事業主体は建設省関東地方建設局、施工会社は日本鋼管（現JFEエンジニアリング）で、架設工法としてトラッククレーンベント工法が用いられた。
新橋開通後は旧橋は下り線専用となり、上下線両方で5車線での供用となっている。

## 橋名の由来
橋名の「群馬大橋」は群馬県民の公募により決定された。この公募の一等賞金は1万円で、その成果もあってか9169通の応募が来たという。

## 周辺
- 群馬県庁
- 前橋市役所
- 群馬中央病院
- 石倉保育園
- 上越線
- 長壁神社
- 林倉寺
- 清光寺

## 隣の橋
- 利根川

上毛大橋 - 大渡橋 - 中央大橋 - 群馬大橋 - 利根橋 - 両毛線利根川橋梁